# Astragalus griseus
Astragalus griseus är en ärtväxtart som beskrevs av Pierre Edmond Boissier. Astragalus griseus ingår i släktet vedlar, och familjen ärtväxter. Inga underarter finns listade i Catalogue of Life.